# Mary Ellen Trainor
Pour les articles homonymes, voir Trainor.
Mary Ellen Trainor est une actrice américaine, née le 8 juillet 1952 à Chicago (Illinois) et morte le 20 mai 2015 à Montecito (Californie).
Elle est restée mariée durant vingt ans au réalisateur Robert Zemeckis.

## Biographie

### Débuts
Mary Ellen Trainor est née le 8 juillet 1952 à Chicago, en Illinois, aux États-Unis.

### Carrière
Elle débute au cinéma en 1984 aux côtés de Michael Douglas dans le film À la poursuite du diamant vert. Elle apparaît dès lors dans une multitude de films, alternant les genres entre aventures, comédie et fantastique. On a ainsi pu la voir successivement dans des films comme Les Goonies (1985), Piège de cristal (1988), SOS Fantômes 2 (1989), Retour vers le futur 2 (1989), La mort vous va si bien (1992), ou encore Forrest Gump (1994). Elle est particulièrement connue pour le rôle de Stephanie Woods qu'elle tient dans le policier/thriller L'Arme fatale (1987), et qu'elle reprendra dans ses trois suites. 
À la télévision, Mary Ellen Trainor a tenu des rôles récurrents dans les séries Parker Lewis ne perd jamais (1990-1993) et Roswell (1999-2002).

### Décès
Elle meurt le 20 mai 2015 à Montecito, en Californie, aux États-Unis, des suites des complications d'un cancer du pancréas.

## Filmographie

### Cinéma
- 1984 : À la poursuite du diamant vert (Romancing the Stone) de Robert Zemeckis : Elaine
- 1984 : The Stone Boy de Christopher Cain : Doris Simms
- 1985 : Les Goonies de Richard Donner : Harriet Walsh
- 1987 : L'Arme fatale (Lethal Weapon) de Richard Donner : Dre Stephanie Woods
- 1987 : The Monster Squad de Fred Dekker : Emily Crenshaw
- 1988 : Action Jackson de Craig R. Baxley : Secretary
- 1988 : Piège de cristal (Die Hard) de John McTiernan : Gail Wallens
- 1988 : Fantômes en fête (Scrooged)  de Richard Donner : Ted
- 1989 : SOS Fantômes 2 (Ghostbusters II) d'Ivan Reitman : Brownstone Mother
- 1989 : L'Arme fatale 2 (Lethal Weapon 2) de Richard Donner : Dre Stephanie Woods
- 1989 : Retour vers le futur 2 (Back to the Future Part II) de Robert Zemeckis : Officer Reese
- 1990 : Fire Birds de David Green (en) : Janet Little
- 1991 : Ricochet de Russell Mulcahy : Gail Wallens
- 1991 : Grand Canyon de Lawrence Kasdan : Ms. Green
- 1992 : Kuffs de Bruce A. Evans : Nikki Allyn
- 1992 : L'Arme fatale 3 (Lethal Weapon 3)  de Richard Donner : Dr Stephanie Woods
- 1992 : La mort vous va si bien (Death Becomes Her) de Robert Zemeckis : Vivian Adams
- 1994 : Les Héritiers affamés (Greedy) de Jonathan Lynn : Nora McTeague
- 1994 : Forrest Gump de Robert Zemeckis : Jenny's Babysitter
- 1994 : Les Petits Géants (Little Giants) de Duwayne Dunham : Karen O'Shea'
- 1995 : Congo de Frank Marshall : Moira, Audience at Elliot's Lecture
- 1996 : Ultime décision (Executive Decision) de Stuart Baird : Allison, Flight Attendant
- 1998 : L'Arme fatale 4 (Lethal Weapon 4) de Richard Donner : Dr Stephanie Woods (psychiatre de la police)
- 1999 : Ma mère, moi et ma mère (Anywhere But Here) de Wayne Wang : Homeowner
- 2001 : L'Amour selon Amy (en) (Amy's Orgasm) de Julie Davis : Amy's Mom
- 2002 : Moonlight Mile de Brad Silberling : Mrs. Meyerson
- 2003 : Freaky Friday : Dans la peau de ma mère (Freaky Friday) de Mark Waters : Diary Reading Patient
- 2005 : The Music Inside de David Scheerer : Monica Amado
- 2007 : Cake: A Wedding Story (en) de Will Wallace : Jane Andrews

### Télévision
- 1986 : The Drug Knot (TV) : Helen Dawson
- 1987 : Histoires fantastiques (série télévisée) : Gail Webster
- 1989 : Les Contes de la crypte (série télévisée) (saison 1, épisode  Nuit de Noël pour femme adultère)
- 1989 : Fear Stalk (TV) : Jennifer
- 1990-1993 : Parker Lewis ne perd jamais (série télévisée) : Judy Lewis
- 1990 : La Double vie de Rock Hudson (Rock Hudson) (TV) : Female agent
- 1995 : Désir défendu (Seduced and Betrayed) (TV) : Charlotte
- 1996 : Vengeance à double face (A Face to Die For) (TV)
- 1996 : Relativity (série télévisée) : Eve Lukens
- 1997 : Le Droit à l'espoir (Hope) (TV) : Maize Burns
- 1998 : Someone to Love Me: A Moment of Truth Movie (TV) : Jocelyn Hart
- 1999-2002 : Roswell (série télévisée) : Diane Evans
- 2008 : McBride: Requiem (TV) : Elizabeth Lucas